# Зімбабве на зимових Олімпійських іграх 2014
Зімбабве вперше в історії брало участь на зимових Олімпійських іграх, які проходили у Сочі. Делегація була представлена 1 спортсменом — гірськолижником Люком Штейном, який народився у Зімбабве, але виріс у Швейцарії.

## Гірськолижний спорт
Люк Штейн кваліфікувався на Олімпіаду згідно з квотами FIS.
Чоловіки
| Спортсмен | Дисципліна         | 1-а спроба | 2-а спроба | Всього  | Відставання | Місце |
| --------- | ------------------ | ---------- | ---------- | ------- | ----------- | ----- |
| Люк Штейн | Гігантський слалом | 1:32,20    | 1:34,35    | 3:06,55 | +21,26      | 57    |
| Люк Штейн | Слалом             | DNF        | DNF        | DNF     | DNF         | DNF   |